# 沖縄県八重山事務所
沖縄県八重山事務所（おきなわけんやえやまじむしょ）は、沖縄県石垣市に設置されている沖縄県の行政機関。石垣島や西表島、与那国島を始めとする八重山諸島および尖閣諸島における事務を担当する。
以前は地方自治法第155条の支庁である八重山支庁（やえやましちょう）として設置されていたが、県の行政改革の一環として2009年3月をもって支庁が廃止され、同4月からは地方自治法第156条の行政機関として八重山事務所、八重山土木事務所、新石垣空港建設事務所、八重山農林水産振興センター、八重山福祉保健所の5機関として独立、それぞれの機関が本庁の直轄となっている。

## 所管区域
- 石垣市
- 八重山郡
  - 竹富町
  - 与那国町